# Mistrzostwa Świata w Zapasach 1990
38. Mistrzostwa Świata w Zapasach 1990 w stylu klasycznym odbyły się w mieście Ostia (Włochy), a w stylu wolnym w mieście Tokio (Japonia). Kobiety rywalizowały w mieście Luleå (Szwecja).

## Tabela medalowa
| Lp. | Państwo           |    |   |   | Razem |
| --- | ----------------- | -- | - | - | ----- |
| 1   | ZSRR              | 10 | 4 | 4 | 18    |
| 2   | Japonia           | 4  | 2 | 3 | 9     |
| 3   | Francja           | 3  | 1 | 1 | 5     |
| 4   | Kuba              | 3  | 0 | 1 | 4     |
| 5   | Bułgaria          | 1  | 7 | 2 | 10    |
| 6   | Stany Zjednoczone | 1  | 5 | 1 | 7     |
| 7   | Szwecja           | 1  | 2 | 0 | 3     |
| 8   | Węgry             | 1  | 1 | 1 | 3     |
| 9   | RFN               | 1  | 1 | 0 | 2     |
| 10  | Norwegia          | 1  | 0 | 4 | 5     |
| 11  | Iran              | 1  | 0 | 2 | 3     |
| 12  | Czechosłowacja    | 1  | 0 | 1 | 2     |
| 13  | NRD               | 1  | 0 | 0 | 1     |
| 14  | Chińskie Tajpej   | 0  | 2 | 2 | 4     |
| 15  | Grecja            | 0  | 1 | 1 | 2     |
| 16  | Finlandia         | 0  | 1 | 0 | 1     |
|     | Korea Południowa  | 0  | 1 | 0 | 1     |
|     | Wenezuela         | 0  | 1 | 0 | 1     |
| 19  | Jugosławia        | 0  | 0 | 2 | 2     |
| 20  | Argentyna         | 0  | 0 | 1 | 1     |
|     | Mongolia          | 0  | 0 | 1 | 1     |
|     | Polska            | 0  | 0 | 1 | 1     |
|     | Turcja            | 0  | 0 | 1 | 1     |

## Medale

### Mężczyźni

#### Styl wolny
| Konkurencja |                      |                     |                        |
| ----------- | -------------------- | ------------------- | ---------------------- |
| 48 kg       | Aldo Martínez        | Marian Awramow      | Takashi Kobayashi      |
| 52 kg       | Madżid Torkan        | Walentin Jordanow   | Asłan Agaiew           |
| 57 kg       | Alejandro Puerto     | Rumen Pawłow        | Siarhiej Smal          |
| 62 kg       | John Smith           | Rosen Wasilew       | Gadży Raszydow         |
| 68 kg       | Arsen Fadzajew       | Jeorjos Atanasiadis | Jesús Rodríguez        |
| 74 kg       | Rachmat Sofiadi      | Nasir Gadżihanow    | Amir Reza Chadem       |
| 82 kg       | Jozef Lohyňa         | Royce Alger         | Puntsagin Sukhbat      |
| 90 kg       | Macharbiek Chadarcew | Chris Campbell      | Mohammad Hasan Mohebbi |
| 100 kg      | Leri Chabiełow       | Stojan Nenczew      | Kirk Trost             |
| 130 kg      | Dawit Gobedżiszwili  | Bruce Baumgartner   | Hayri Sezgin           |

#### Styl klasyczny
| Konkurencja |                           |                     |                    |
| ----------- | ------------------------- | ------------------- | ------------------ |
| 48 kg       | Oleg Kuczerenko           | Rajko Marinow       | Yasuichi Ebina     |
| 52 kg       | Aleksandr Ignatienko      | An Han-bong         | Bratan Cenow       |
| 57 kg       | Rıfat Yıldız              | Aleksandr Szestakow | Patrice Mourier    |
| 62 kg       | Mario Olivera             | Giennadij Atmakin   | Ryszard Wolny      |
| 68 kg       | Isłam Duguczijew          | Jannis Zamanduridis | Attila Repka       |
| 74 kg       | Mynacakan Iskandarian     | Dobri Iwanow        | Željko Trajković   |
| 82 kg       | Péter Farkas              | Michaił Mamiaszwili | Goran Kasum        |
| 90 kg       | Maik Bullmann             | Harri Koskela       | Wjaczesław Ołejnyk |
| 100 kg      | Siarhiej Dziemiaszkiewicz | Sándor Major        | Dušan Masár        |
| 130 kg      | Aleksandr Karielin        | Tomas Johansson     | Rangeł Gerowski    |

### Kobiety

#### Styl wolny
| Konkurencja |                  |                    |                          |
| ----------- | ---------------- | ------------------ | ------------------------ |
| 44 kg       | Shōko Yoshimura  | Marie Ziegler      | Chen Huei-hsiang         |
| 47 kg       | Åsa Pedersen     | Afsoon Roshanzamir | Huang Yu-hsin            |
| 50 kg       | Martine Poupon   | Helena Honkamaa    | Trine Bentzen            |
| 53 kg       | Sylvie van Gucht | Yoshiko Endo       | Lotte Søvre              |
| 57 kg       | Gudrun Høie      | Olga Lugo          | Ryōko Sakae              |
| 61 kg       | Brigitte Siffert | Kimie Hoshikawa    | Ine Barlie               |
| 65 kg       | Akiko Iijima     | Ling Wu-mei        | Line Johansen            |
| 70 kg       | Rene Iwama       | Emmanuelle Blind   | Laura Alejandra Martinez |
| 75 kg       | Yayoi Urano      | Ma Su-hui          | Helen Mitzifri           |